# ODESSA (tổ chức)
Tổ chức ODESSA là tên mã của Mỹ về một tổ chức mạng lưới bí mật giả định theo tiếng Đức là "Organisation der ehemaligen SS-Angehörigen", nghĩa là "Tổ chức các thành viên SS cũ", thực hiện kết nối ngầm để lập kế hoạch trốn thoát cho thành viên Đức Quốc xã vào cuối Thế chiến II. Theo báo cáo bí mật của Hoa Kỳ năm 1947 thì Otto Skorzeny là một lãnh đạo của mạng lưới này, nhưng do sự bí mật của nó mà không có xác minh đầy đủ 

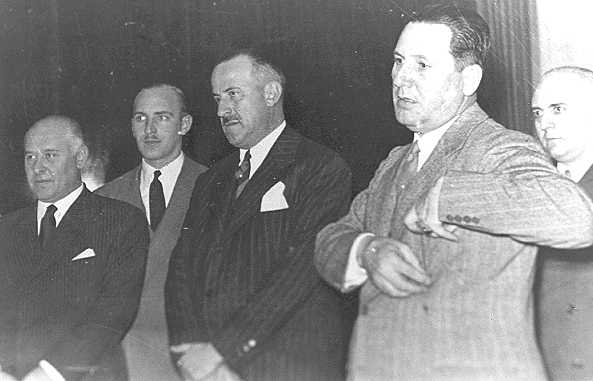
Trưởng mạng lưới Đức Quốc xã lưu vong ở Argentina Rodolfo Freude (thứ 2 bên trái) và Tổng thống Perón (thứ 2 bên phải), người đã bổ nhiệm Freude làm Giám đốc Cơ quan Tình báo Argentina

Ý tưởng về một tổ chức như vậy đã được lưu truyền rộng rãi trong các tiểu thuyết và phim gián điệp hư cấu. Đáng chú ý là bộ phim kinh dị bán chạy nhất năm 1972 của Frederick Forsyth là The Odessa File. Tổ chức có thực sự tồn tại hay không, là điều tranh cãi. Trong thực tế thì các tuyến đường chạy trốn có tồn tại và được gọi là "đường chuột chạy" (Ratlines - thang dây) . Mục tiêu là cho phép các thành viên SS trốn sang Argentina, Brazil hoặc Trung Đông theo hộ chiếu giả . Việc truy tìm các tổ chức mật như vậy vốn không công khai về biện pháp và kết quả. Trên thực tế Odessa đã đạt được mục tiêu, trong đó cỡ 300 tên phát xít được Juan Perón hỗ trợ sau khi ông ta lên nắm quyền ở Argentina năm 1946.
Mặc dù một số lượng không xác định Đức quốc xã và tội phạm chiến tranh đã thực sự trốn thoát khỏi châu Âu, sự tồn tại của một tổ chức có tên ODESSA bị hầu hết các chuyên gia từ chối. Tuy nhiên, người ta chấp nhận rộng rãi rằng có những tổ chức như vậy giúp cho thành viên Đức quốc xã trốn thoát. Uki Goñi cho rằng bằng chứng lưu trữ vẽ ra một bức tranh "thậm chí không bao gồm một tổ chức thực sự có tên là ODESSA, nhưng dù sao nó cũng nham hiểm, và có trọng số ủng hộ một mạng lưới thoát hiểm có tổ chức thực sự." 
Guy Walters, trong cuốn sách Hunting Evil năm 2009, nói rằng ông không thể tìm thấy bất kỳ bằng chứng nào về sự tồn tại của mạng ODESSA như vậy, mặc dù nhiều tổ chức khác như Konsul, Scharnhorst, Sechsgestirn, Leibwache, và Lustige Brüder đã được đặt tên, bao gồm "Die Spinne" (Người nhện) được điều hành một phần bởi chỉ huy trưởng của Hitler SS-Obersturmbannführer Otto Skorzeny . Nhà sử học Daniel Stahl trong bài tiểu luận năm 2011 đã nói rằng sự đồng thuận giữa các nhà sử học là một tổ chức có tên ODESSA đã không thực sự tồn tại .
Cuốn sách "The Real Odessa" của Uki Goñi mô tả vai trò của Juan Perón trong việc cung cấp vỏ bọc cho tội phạm chiến tranh phát xít với sự hợp tác từ Vatican, chính phủ Argentina và chính quyền Thụy Sĩ thông qua một văn phòng bí mật do Perón thành lập đại diện tại Bern. Dịch vụ bí mật của Heinrich Himmler đã chuẩn bị một lối thoát ở Madrid vào năm 1944, và vào năm 1946, chiến dịch này chuyển đến dinh Tổng thống ở Buenos Aires. Goñi tuyên bố rằng chiến dịch kéo dài từ Scandinavia đến Ý, hỗ trợ tội phạm chiến tranh và di chuyển số vàng đã đánh cắp ở kho bạc của Croatia .